# NGC 1083
NGC 1083 je galaksija u zviježđu Eridan.

## Vanjske poveznice
- SEDS: NGC 1083